# Marion Bertrand
Pour les articles homonymes, voir Bertrand.
Marion Bertrand, née le 2 novembre 1984 à Grasse, est une skieuse alpine française licenciée à Auron. Elle a participé aux Jeux olympiques d'hiver de 2014.
Elle fait son apparition en Coupe du monde à Val d'Isère lors de la saison 2002 et prend sa retraite sportive à l'issue de la saison 2014-2015.
Les disciplines techniques du slalom et surtout du slalom géant constituent ses spécialités.

## Carrière
Elle a fait ses débuts en compétition sous les couleurs du ski club de l'Audibergue en 1993 avant de rejoindre en 1996 le club des sports d'Auron.

### Les débuts
C'est à la fin de l'année 1999 (à l'âge de 15 ans) qu'elle participe à ses premières courses FIS, dans les Alpes françaises (Val Thorens, Les Ménuires, L'Alpe d'Huez et Méribel). À la fin de cette première saison elle participe aux épreuves du championnat de France junior, où elle montre une certaine polyvalence avec des résultats comparables dans les différentes disciplines : 31e en slalom, 28e et 32e en géant, 27e en descente, 13e et 26e en super-G.

#### 2000-2001
Marion Bertrand effectue ses premiers départs en coupe d'Europe dès la saison suivante. D'abord à Tignes puis à Pra Loup début 2001 pour des épreuves de vitesse alors qu'elle consacre le reste de sa saison (au niveau inférieur) aux épreuves techniques (slalom et slalom géant). En plus des championnats de France Junior, elle participe aussi pour la première fois à deux épreuves du championnat de France sénior à Courchevel : le géant - où elle échoue en première manche - et le slalom dont elle se classe onzième, elle a alors 16 ans.

#### 2001-2002
Elle continue sa progression lors de la saison 2001-2002 qui la voit prendre part à davantage d'épreuves de coupe d'Europe (dont son premier top 10 dans la catégorie : neuvième du géant du Grand-Bornand le 11 mars 2002) tout en signant ses premiers podiums dans la catégorie FIS, d'abord en slalom géant (2e à Châtel le 22 janvier 2002) puis en slalom (3e à Markstein le 6 février 2002) et en super-géant (2e à Tignes le 28 mars 2002). Elle est alors sélectionnée pour participer aux championnats du monde junior dans les Alpes juliennes italienne où elle se classe dans les 30 meilleures pour trois des quatre disciplines : 29e de la descente, 21e du super-G et 17e du slalom géant (mais elle est disqualifiée lors de la première manche du slalom). Elle conclut cette saison prometteuse par une victoire en slalom géant lors des championnats nationaux suisses à Arosa (mais n'est bien sûr pas championne de Suisse).

#### 2002-2003
Le 12 décembre 2012, Marion Bertrand prend son premier départ de coupe du monde lors du slalom géant de Val d'Isère. Elle se classe 54e lors de la première manche. Mais sa progression est stoppée quelque temps après : en janvier 2003 Marion Bertrand se rompt les ligaments croisés du genou, mettant un terme à sa saison.

#### 2003-2004
Le retour à la compétition est un peu difficile et la saison 2003-2004 (dont elle manque le début) ne la voit pas intégrer un nouveau top européen. Elle participe néanmoins aux championnats du monde junior de Maribor et obtient des résultats ci-après : 18e du slalom, 15e du slalom géant, 39e du slalom et 12e du combiné. Aux championnats de France elle n'est classée qu'en descente (19e et slalom géant 12e).

#### 2004-2005
La saison 2004-2005 - la saison de ses 20 ans et donc la fin de son statut de junior - commence sur les mêmes bases, faite de résultats moyens en coupe d'Europe et en FIS, sans podium, mais sa fin de saison marque une nette embellie : elle remporte d'abord son premier titre FIS lors du slalom géant des Gets (18 mars 2005), la semaine suivante elle est vice-championne de France de la discipline à  l'Alpe d'Huez (25 mars 2015) puis enchaîne avec un deuxième titre FIS et une troisième place aux slaloms géants de Villard-de-Lans (les 29 et 30 mars 2005). Un peu plus tôt dans la saison, elle est rappelée en équipe de France A pour le slalom géant de St-Moritz et les épreuves de super-G et de slalom géant de Åre (des trois, elle ne termine que ce dernier, à une anonyme 45e place).

### Les saisons pleines

#### 2005-2006
La saison 2005-2006 marque un tournant dans sa carrière à deux titres. D'une part elle devient membre titulaire de l'équipe de France A de slalom géant. Elle en court huit  sans parvenir à se qualifier pour une seconde manche mais en en étant très proche : cinq fois entre la 31e et la 35e place, parfois à moins d'un dixième de seconde de la trentième et dernière place qualificative. Elle prend par ailleurs part au super combiné de Kvitfjell dont elle se classe 38e et qui restera le seul de sa carrière en coupe du Monde.
D'autre part, elle intègre l'équipe de France militaire de ski à l'été 2005, en remplacement de Caroline Pellat-Finet comme de nombreux athlètes des équipes de France de ski.
Elle continue en outre à participer à certaines épreuves de coupe d'Europe et se hisse à la 21e place du classement final de la spécialité avec 122 points.

#### 2006-2007
Ses premiers points en Coupe du monde, elle les gagne lors du slalom géant d'Aspen avec une 27e place (le 25 novembre 2006). Ses résultats dans la discipline vont en s'améliorant (26e, 20e) jusqu'au sommet de sa saison, une 12e place au slalom géant de Cortina d'Ampezzo (le 21 janvier 2007). Classée pour la première fois en coupe du monde, elle termine à la 29e place du classement final du slalom géant avec 42 points (pour un 92e rang mondial au classement général) en ayant marqué des points dans 3 des 6 géants où elle a pris le départ. Pour l'anecdote, lors du géant Zwiesel Marion Bertrand a vécu une petite frustration assez rare dans le petit monde du cirque blanc. Qualifiée de justesse pour la seconde manche (30e ex-æquo avec deux autres skieuses), elle a terminé la seconde manche sans être disqualifiée mais n'a néanmoins marqué aucun point. En effet à cause de l'égalité à la dernière place qualificative en première manche 32 skieuses ont pris le départ de la seconde manche au lieu des 30 habituelles, et 31 sont arrivées en bas, pour seulement 30 places attribuant des points. En dehors de la coupe du Monde de géant, Marion Bertrand a pour la première fois pris le départ de deux slaloms de coupe du Monde (40e et 30e) et a participé (encore une première) aux championnats du Monde d'Åre dont elle se classe 16e du slalom géant. La saison de Coupe du Monde a été assez courte (seulement 6 géants et 6 slaloms), ce qu'elle a mis à profit pour signer 6 podiums dans 3 disciplines différentes (slalom, géant et super-G) en FIS, dont une victoire au slalom géant des Arcs.

#### 2007-2008
Lors de la saison 2007-2008, elle montre une certaine constance en coupe du monde : 4 géants sur 6 dans les points (de la 12e place à Lienz à la 26e place) et 2 slaloms non primés, qui lui offre pour la première fois en la classant parmi les 25 premières de la spécialité accès à la finale de la coupe du monde, à Bormio. Elle s'y classe 16e, soit la première place qui ne rapporte pas de point, et finit donc la saison à la 24e place avec 56 points (72e place au classement général.
Cette saison 2007-2008 voit les championnats de France se dérouler à Auron, à domicile pour Marion Roland qui vise le titre national en géant. Ses ambitions ne se réalisent pas puisqu'elle finit à la 3e place du géant et aux 4e places des slaloms et super-G (et pour l'anecdote 20e de la descente).

#### 2008-2009
La saison 2008-2009 est sa meilleure saison de coupe du monde. Après une 12e place au slalom géant d'ouverture à Sölden (égalant sa meilleure performance) elle signe à Aspen le meilleur w-end de sa carrière : le 29 novembre 2008 elle termine 8e du slalom géant, ce qui est et restera la meilleure performance de sa carrière. Le lendemain elle marque ses premiers points de coupe du Monde en slalom (toujours à Aspen) avec une 17e place. Là encore ce sera sa meilleure performance en carrière. Elle prend le départ des 7 slaloms géants plus la finale et des 8 slaloms de la saison, et fini la saison avec ce qui restera ses 3 record : 38e avec 24 points en géant, 21e avec 85 points en slalom géant et 57e avec 109 points au classement général. La saison 2008-2009 marque aussi sa première participation à l'épreuve de slalom des championnats du monde, à Val d'Isère, en plus de l'épreuve de géant. Elle enfourche une porte du bas du parcours de la secondes manche du slalom (et est donc disqualifiée) et fini à la 17e place du slalom géant.

#### 2009-2010
La saison 2009-2010 est dominée par les jeux de Vancouver pour lesquels Marion Bertrand peut espérer une sélection si elle confirme sa saison précédente. Elle marque des points lors de quatre des cinq géants pré-olympiques, mais sans jamais repasser dans les 15 premières. À la veille des J.O. elle est la quatrième Française au classement de la coupe du monde de géant derrière Tessa Worley, Taina Barioz et Olivia Bertrand mais devant Anémone Marmottan. C'est pourtant cette dernière qui sera la quatrième sélectionnée de l'équipe de France ce géant pour Vancouver et pas Marion Bertrand. Celle-ci se qualifie néanmoins pour la finale se termine la saison au 24e rang avec 47 points (en ayant pris tous les départs). Par contre aucun point marqué en cinq slaloms en coupe du monde (mais deux podiums en FIS, complétés par un en géant). Aux Ménuires elle est sacrée vice-championne de France de slalom (pour une décevante 6e place en géant). Pour sa deuxième participation elle est également vice-championne de slalom des jeux mondiaux militaires à Gressoney-La-Trinité.

#### 2010-2011
Ses résultats de la saison 2010-2011 ressemblent à ceux de la précédente, du moins en coupe du Monde : 41 points (28e) glanés en 6 géants mais aucun en 7 slaloms. Insuffisant pour aller en finale à Lenzerheide, mais l'épreuve de géant à de toute façon été annulée. Les à-côtés sont plus remarquables : après une victoire en coupe d'Europe (slalom géant de Courchevel le 8 février 2011) Marion Roland est sacrée championne du monde militaire de slalom géant à Bjelašnica (Sarajevo). Elle enchaine au Mont-Dore avec une nouvelle deuxième place aux championnats de France en slalom géant (4e en slalom et 12e en super-g). Pendant l'inter-saison Marion Bertrand se voit décerner à l'occasion du 14 juillet 2011 - comme d'autres athlètes de l'EFMS - la Médaille de bronze de la Défense nationale.

#### 2011-2012
Sa première partie de saison 2011-2012 (novembre/décembre 2011) se passe assez mal avec aucune seconde manche de coupe du monde et ce, malgré un podium en FIS (3e lors du géant de Vail le 16 novembre 2011). Mais trois podiums FIS en une semaine en janvier (3e du slalom d'Adelboden le 10 janvier 2012, 1er du géant de Lenk le 45 et 3e du géant de Risoul le 14) relancent sa saison. Elle rentre alors dans les points des cinq derniers slalom-géants de la saison avec deux 12e places consécutives à Ofterschwang les 2 et 3 mars 2012. Ce réveil tardif ne lui permet néanmoins pas de combler son retard et elle ne se qualifie pas pour les finales de Schladming : elle termine 27e avec 72 points (un total plus élevé que les saisons précédentes pour une place similaire en raison du plus grand nombre de courses). Néanmoins privée de finale, elle prépare les championnats de France en signant quatre podiums en cinq courses (3e du slalom géant de Pila en coupe d'Europe puis 3e des deux slaloms géants de La Clusaz et enfin 1er du slalom de Manigod) et conclut sa très bonne fin de saison par les titres de vice-championne de France de slalom et de championne de France de slalom géant à L'Alpe d'Huez. Ce titre national conquis à l’âge de 27 ans sera le seul de sa carrière.

#### 2012-2013
Lors de la saison 2012-2013 la nouvelle championne de France de slalom-géant paye un peu son absence e résultat en slalom en n'étant sélectionné que sur la moitié (quatre) des épreuves. En slalom géant elle reste bien sûr titulaire et marque des points à cinq reprises en huit course avec comme meilleur résultat une 12e place à Maribor (le 26 janvier 2013). Néanmoins elle échoue encore aux portes des finales avec une 30e places et 53 points. Elle fait par ailleurs partie de la sélection française pour les mondiaux de Schladming où elle se classe 16e du slalom géant. Elle participe également aux championnats du monde militaire mais finit au pied du podium en slalom géant et légèrement plus loin (6e) en slalom. Une quatrième place qui est aussi la sienne aux championnats de France de slalom à Peyragudes alors qu'elle échoue en seconde manche lors du slalom géant. Pour l'anecdote elle termine sa saison en remportant le championnat national russe en slalom et fini seconde en slalom-géant, mais bien sûr elle ne reçoit pas le titre. En coupe d'Europe cette saison sans podium et néanmoins sa première qui la voit passer la barre des 200 points (204) en slalom géant (14e) et au classement général (216 points, 43e).

#### 2013-2014
Marion Bertrand retrouve une place de titulaire en équipe de France de slalom - en plus du géant - lors de la saison 2013-2014. Elle sera récompensée par une 18e place à Lienz le 29 décembre 2013, ses premiers points dans la spécialité depuis 5 ans, et sur l'année les seuls en sept départs. En slalom elle marque des points dans cinq des huit manches en finissant fort à Åre avec les 14e et 12e places des géants des 6 et 7 mars 2014. Ces bons résultats la qualifient pour ses quatrièmes et dernières finales, à Lenzerheide. Elle s'y classe 21e de l'épreuve de slalom géant (et n'aura donc marqué aucun point en finale dans sa carrière). Mais les véritables rendez-vous de la saison sont bien-sûr les jeux olympiques de Sotchi et cette fois Marion Bertrand est sélectionné. Malheureusement elle chute dès la première manche du slalom géant alors qu'elle était partie sur de très bonne base (10e au deuxième intermédiaire ). Sa saison est par ailleurs marquée par deux deuxièmes places en coupe d'Europe, aux slaloms géants d'Andalo Paganelle (it) (12 décembre 2013) et de Sestrière (27 janvier 2014), de trois victoires en slalom en FIS (Hochfügen (de) les 16 et 17 janvier 2014, Les Sept Laux le 30 mars 2014), d'un troisième titre de vice-championne de France de slalom géant à Méribel (4e du slalom) et d'un second titre de championne du monde militaire à Levi. Ses bons résultats européen lui font intégrer pour la première fois le top 10 du classement de slalom géant, 10e avec 251 points (et 24e du général avec 321 points).

#### 2014-2015
Marion Bertrand commence sa saison 2014-2015 de manière atypique : elle remporte (le 11 septembre 2014) le championnat national argentin de slalom-géant à Cerro Castor. Suivent une série d'échecs en coupe du Monde (aucun point en 2014 dans aucun des quatre slaloms géants ni des deux slaloms disputés). Elle se relance en coupe d'Europe et en FIS (Trois podiums européens dont un titre au géant de Presolana/Monte Pora le 27 février 2015, trois podiums dont deux titres en FIS (vainqueur des géants de La Plagne le 3 janvier 2015 et de Gérardmer le 17 février 2015)) et réintègre l'équipe de France A Pour l'étape de Méribel où elle signe une 20e place en géant. Elle court un dernier slalom géant de coupe du monde à Åre le 13 mars 2015 (23e avant d'annoncer son départ à la retraite lors des finales de Méribel auxquelles elle ne participe pas avec ses 19 points qui la classe 35e, son plus mauvais classement en neuf ans de coupe du monde. Elle a néanmoins eu l'honneur d'ouvrir la seconde manche de l'épreuve de slalom géant, ce qu'elle a fait déguisée en Perrine Pelen. Elle finit sa saison en se classant 5e dans le slalom des championnats du monde militaires de Storklinten (sv) puis 7e du slalom géant des championnats de France de Serre-Chevalier avant de prendre le départ du slalom déguisée en indienne. Son ultime course, un slalom géant FIS à Poliarnye Zori se conclut par une troisième place, le 48e podium de sa carrière dans cette catégorie. Moins anecdotique, elle réalise pour sa dernière saison ses meilleures totaux européens en slalom géant et au général : 351 points qui lui valent la 4e place du classement de la spécialité et la 19e place du classement général.

### Bilan
En douze ans de coupe du monde, Marion Bertrand a pris le départ de 122 courses : 46 slaloms géants, 75 slaloms et 1 combiné. Elle a participé à 3 championnats du monde (3 slaloms géants et un slalom) avec une remarquable régularité (16e, 17e et 16e) et une olympiade.
Sur ces 122 départs de coupe du monde, elle est rentrée 43 fois dans les points pour en marquer 510 en tout. 12 fois dans le top 15, une seule fois dans le top 10 avec une 8e place lors du slalom géant d'Aspen 2008 comme meilleure performance (et le nombre étonnant de sept 12e places).
Spécialiste du géant, elle figure 8 fois de suite dans les 30 meilleures mondiales (de 2007 à 2014).
Dans la division inférieure, elle signe en quatorze ans de participation plus ou moins assidue 13 podiums (tous en slalom géant) dont 3 victoires, finissant avec une 4e place en classement 2015 de slalom géant (ce qui est aussi une conséquence de son moins grand nombre de participations en coupe du monde cette dernière année).

## Palmarès

### Jeux olympiques d'hiver
| Épreuve / Édition | Sotchi 2014 |
| Slalom géant      | abandon     |

### Championnats du monde
| Épreuve / Édition | Åre 2007 | Val d'Isère 2009 | Schladming 2013 |
| Slalom géant      | 16e      | 17e              | 16e             |
| Slalom            | -        | Abandon          | -               |

### Coupe du monde
- Meilleur classement général : 57e en 2009.
- Meilleur classement de slalom : 38e en 2009.
- Meilleur classement de slalom géant : 21e en 2009.
- Meilleur résultat sur une épreuve de Coupe du monde de slalom : 17e à Aspen en 2008.
- Meilleur résultat sur une épreuve de Coupe du monde de slalom géant : 8e à Aspen en 2008.

#### Classements
| Saison / Épreuve | Saison / Épreuve | Général | Général | Descente | Descente | Slalom | Slalom | Slalom géant | Slalom géant | Super G | Super G | Combiné | Combiné |
| ---------------- | ---------------- | ------- | ------- | -------- | -------- | ------ | ------ | ------------ | ------------ | ------- | ------- | ------- | ------- |
| Saison / Épreuve | Saison / Épreuve | Class.  | Points  | Class.   | Points   | Class. | Points | Class.       | Points       | Class.  | Points  | Class.  | Points  |
| 2007             | 2007             | 92e     | 42      | -        | -        | -      | -      | 29e          | 42           | -       | -       | -       | -       |
| 2008             | 2008             | 72e     | 56      | -        | -        | -      | -      | 24e          | 56           | -       | -       | -       | -       |
| 2009             | 2009             | 57e     | 109     | -        | -        | 38e    | 24     | 21e          | 85           | -       | -       | -       | -       |
| 2010             | 2010             | 87e     | 47      | -        | -        | -      | -      | 24e          | 47           | -       | -       | -       | -       |
| 2011             | 2011             | 91e     | 41      | -        | -        | 59e    | 0      | 28e          | 41           | -       | -       | -       | -       |
| 2012             | 2012             | 71e     | 72      | -        | -        | -      | -      | 27e          | 72           | -       | -       | -       | -       |
| 2013             | 2013             | 75e     | 53      | -        | -        | -      | -      | 30e          | 53           | -       | -       | -       | -       |
| 2014             | 2014             | 67e     | 71      | -        | -        | 42e    | 13     | 24e          | 58           | -       | -       | -       | -       |
| 2015             | 2015             | 92e     | 19      | -        | -        | -      | -      | 35e          | 19           | -       | -       | -       | -       |

### Coupe d'Europe
- Vainqueur du slalom géant de Courchevel (2009 et 2011) et Monte Pora (2015)
- 10 podiums en slalom géant.

#### Classements
- Meilleur classement général : 19e en 2011.
- Meilleur classement de slalom : 40e en 2014.
- Meilleur classement de slalom géant : 4e en 2015.
- Meilleur classement de super G : 26e en 2005.
- Meilleur classement de descente : 59e en 2005.

### Championnats de France
- 2 fois championne de France de slalom géant en 2012 et 2014.
- Vice-championne de France de slalom géant en 2005, 2008 et 2011.
- Vice-championne de France de slalom en 2010 et 2012, 3e en 2014.